# Casinaria infesta
Casinaria infesta är en stekelart som först beskrevs av Cresson 1872.  Casinaria infesta ingår i släktet Casinaria och familjen brokparasitsteklar. Inga underarter finns listade.